# The Index
The Index, ook bekend als One Central Park, is een wolkenkrabber in Dubai, VAE. De constructie van het gebouw startte in 2005 en werd in 2010 voltooid. Het gebouw is gelegen in het "Dubai International Finance Centre".

## Ontwerp
The Index is 326 meter hoog en telt 80 verdiepingen. Hiervan zullen de onderste 25 verdiepingen gebruikt worden als kantoorruimte en 47 als woonlaag. Een sky lobby scheidt de kantoren van de woningen en zal onder andere een zwembad en restaurants herbergen. Het gebouw heeft naast 31 liften en 2.681 parkeerplaatsen een totale oppervlakte van 163.486 vierkante meter, waarvan 126.329 bruikbaar is.
Men komt het gebouw binnen via een foyer met een hoogte van vier verdiepingen. De liften voor de kantoorruimtes zijn in de oostelijke en westelijke uiteindes geplaatst. Een kleine centrale liftkern brengt bewoners naar de sky lobby. Vanuit daar wordt men via een lokale liftkern naar de 520 appartementen gebracht.